# 小牧山
小牧山（日语：／ Komakiya *）是位在愛知縣小牧市的山。標高85.86公尺。
於戰國時期，織田信長在山頂處建造小牧山城，曾將此城當作居城。現在小牧山作為公園使用，為賞櫻名勝之一。

## 概要
小牧山是座南北長約400公尺，東西寬約600公尺，總面積約21公頃的獨立山。因在小牧、長久手之戰中佔有一席之地而成名。
於江戶時代為尾張德川家的領地，一般百姓是被禁止進入的。明治2年（1869年），因版籍奉還列為官有地。同5年（1873年），政府暫時將小牧山轉讓給民間，翌年又買回並整建為公園開放給民眾使用。同22年（1890年），政府與德川家交換土地，小牧山又變為德川家所有。昭和5年（1930年），由當時領主德川義崇將此地捐贈給小牧町（現為小牧市）。
昭和2年（1927年），被指定為國家史蹟。

## 小牧山城
小牧山城是一座位於小牧山山頂的城。續日本100名城之一。

### 歷史
永祿3年（1560年），織田信長在桶狹間之戰大敗今川義元後，之後在同5年與德川家康締結清洲同盟。雖消除東面的威脅，但在尾張北部的犬山城仍有與美濃齋藤氏結盟的織田信清。為了向犬山以至東美濃進攻，於同6年（1563年）信長決定在小牧山新建據點，並命丹羽長秀建造小牧山城和整備城下町。之後信長分別攻破犬山城和稻葉山城（岐阜城），於同10年（1567年）將居城遷往岐阜城，並將小牧山城廢城。
天正12年（1584年），羽柴秀吉與德川家康、織田信雄之間發生一場大規模會戰──小牧、長久手之戰。家康和信雄將小牧山設為本陣，對小牧山城的土壘和空堀等構造進行大規模的改修。在該戰役結束後，小牧山城再次成為廢城。
平成29年（2017年），被選為續日本100名城（149號）。

### 構造
小牧山城以山麓的土壘、堀以及中腹處的堀建立雙層的防禦圈，並且可分為主郭地區、西側曲輪地區、大手曲輪地區、西側谷地區和帶曲輪地區。
主郭地區發現出入口、石垣、土壘等遺跡。出入口設在主郭南側和東側，依據江戶時代的繪圖和挖掘的石材規格，推定南側為大手口，東側為搦手口。環繞主郭的石垣是使用三種不同石材以野面和布積方式排列，並在上面堆疊一公尺高的土壘，形成比高約兩公尺的腰卷石垣。主郭地區的大手道依照遺構時期可分為上段和下段。上段設有通道、橫堀和挖掘該堀所積成的土壘，該土壘為小牧、長久手之戰時構築。下段設有寬約4、5公尺的通道和其兩側以自然石構築的佈置。
在山麓東側的帶曲輪地區之遺構分為兩個時期—永祿期跟天正期。永祿期為武家屋敷群，由小牧山城的北麓到東麓以堀劃分10個區域的武家屋敷群，每區寬為45公尺。位於東南方的最大規模曲輪中，寬為75公尺的方形武家屋敷，推測是信長居住的場所。天正期為土壘，該土壘掩埋永祿期武家屋敷的堀和井。
由明治時期的地籍圖和發掘調查，可發現在小牧山城南側曾存在著大型的城下町。該城下町的範圍南北長1.3公里，東西寬1公里。西側區域為商工業者的住居地，東側區域為武家屋敷、寺院和下級武士住宅。

### 圖片

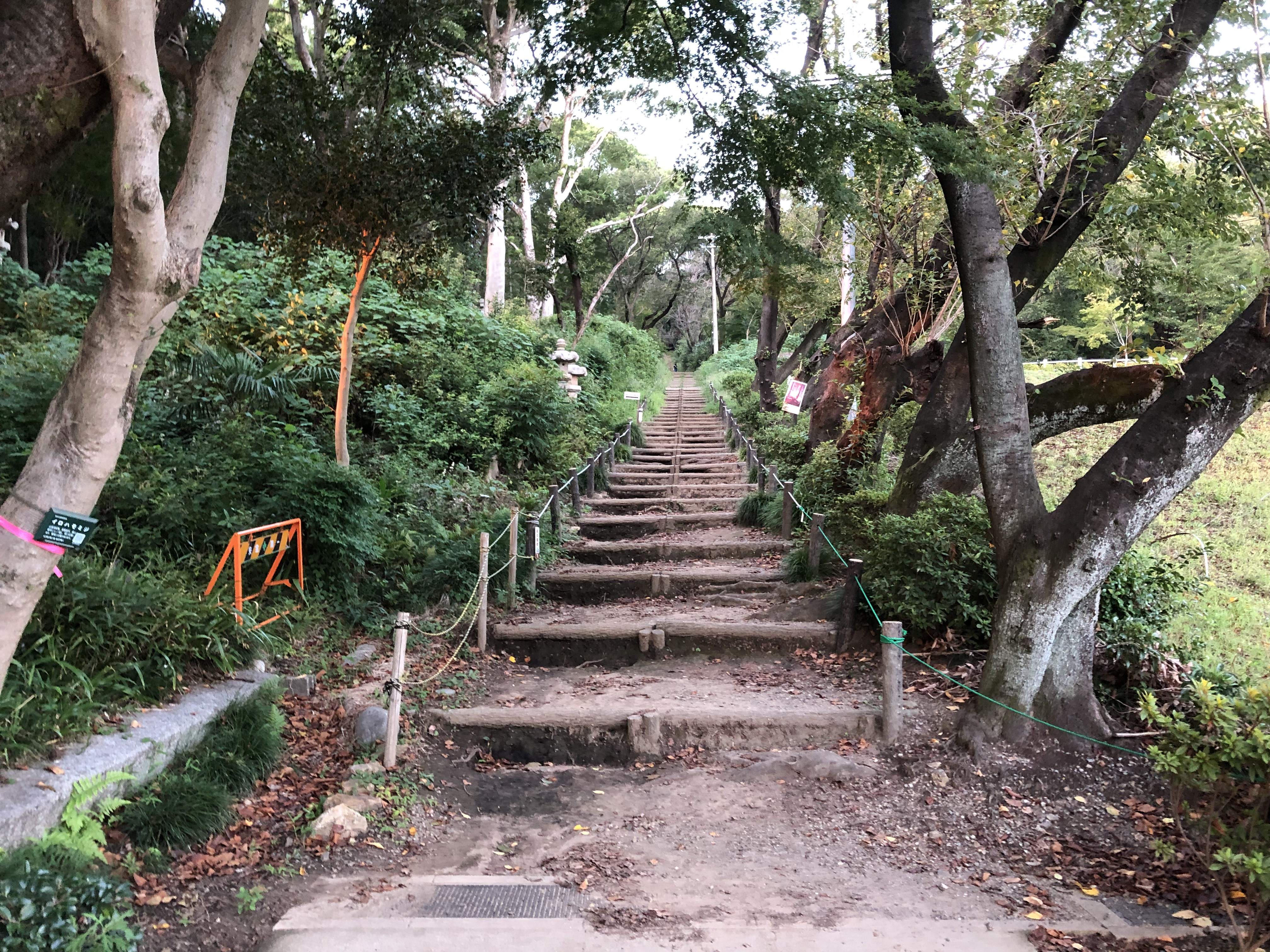
小牧山城大手道
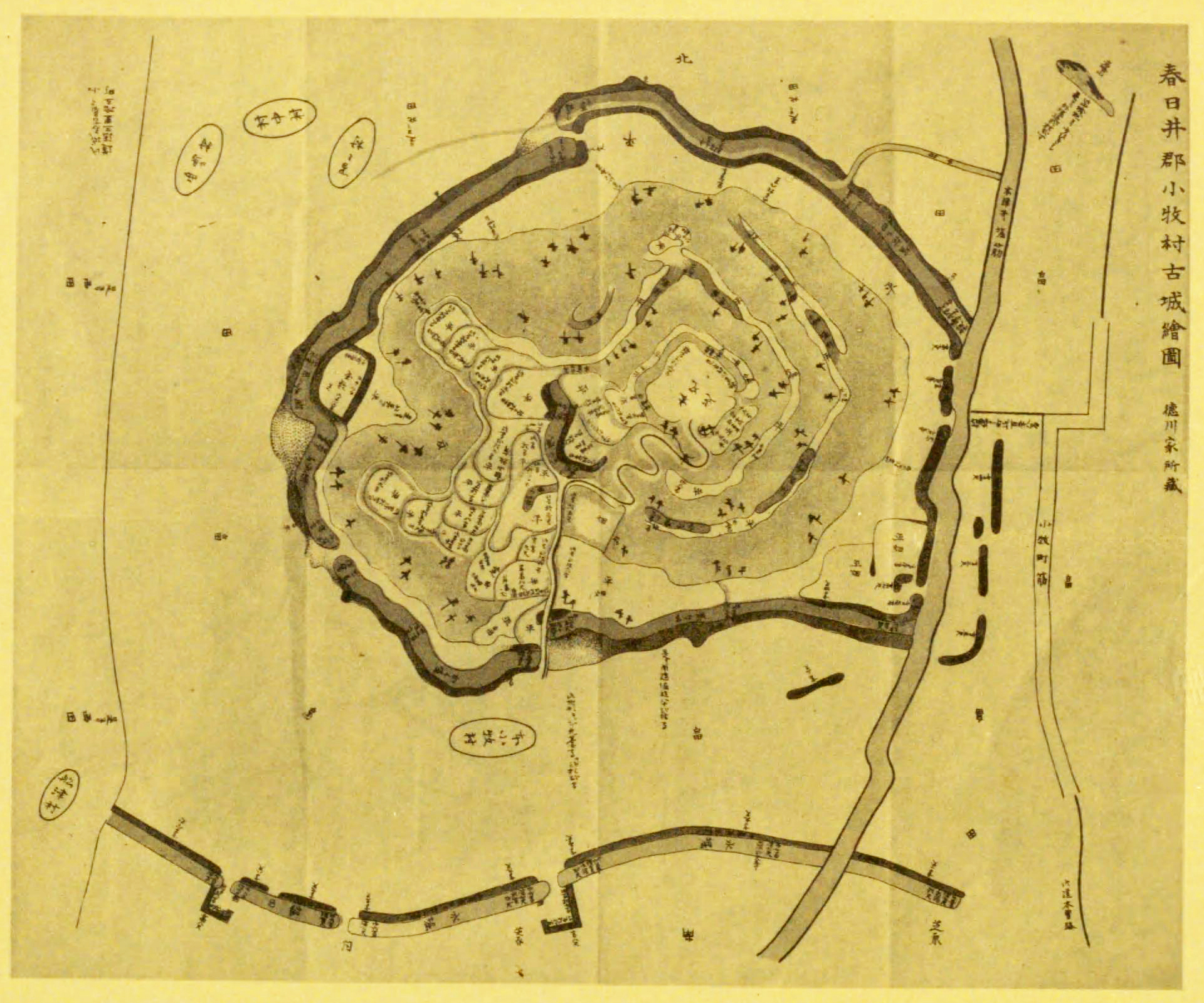
小牧山城古地圖（春日井郡小牧村古城繪圖）

## 外部連結
- 小牧市公式ホームページ イベント・観光 小牧のみどころ 小牧山 （页面存档备份，存于）
- 史跡小牧山 （页面存档备份，存于）
- 愛知の公式観光ガイド AICHI NOW　小牧山城 （页面存档备份，存于）
- 小牧市観光協会 麒麟の城 小牧山城 （页面存档备份，存于）